# サリアーノ・ミッカ
サリアーノ・ミッカ（伊: Sagliano Micca）は、イタリア共和国ピエモンテ州ビエッラ県にある、人口約1,600人の基礎自治体（コムーネ）。

## 地理

### 位置・広がり
| 隣接するコムーネは以下の通り。括弧内のAOはヴァッレ・ダオスタ州所属を示す。 - アンドルノ・ミッカ - ビエッラ - カンピーリア・チェルヴォ - Fontainemore (AO) - Gaby (AO) - Issime (AO) - ミアリアーノ - ピエディカヴァッロ - プラルンゴ - ロザッツァ - タヴィリアーノ - トッレーニョ - ヴェーリオ |

## 行政

### 分離集落
サリアーノ・ミッカには、以下の分離集落（フラツィオーネ）がある。
Casale, Passobreve, Oneglie, Falletti, Code Inferiore e Code Superiore

## 姉妹都市
- ミネルヴィーノ・ムルジェ、イタリア 2009年